# Liste der Stolpersteine im Kölner Stadtteil Weiden
Die Liste der Stolpersteine im Kölner Stadtteil Weiden führt die vom Künstler Gunter Demnig verlegten Stolpersteine im Kölner Stadtteil Weiden auf.
| Bild | Name sowie Details zur Inschrift                                                                                  | Adresse                          | Zusätzliche Informationen |
| ---- | --- | -------------------------------- | ------------------------- |
|      | Hier wohnte Georg Cohen (Jahrgang 1863) interniert Müngersdorf ermordet 1.10.1944                                 | Schulstraße 42 (Standort)        |                           |
|      | Hier wohnte Hedwig Cohen (Jahrgang 1879) geb. Thomasius ausgegrenzt/drangsaliert interniert Müngersdorf entlassen | Schulstraße 42 (Standort)        |                           |
|      | Hier wohnte Josef Herzheimer (Jahrgang 1879) deportiert 1942 Auschwitz ermordet                                   | Aachener Straße 1112a (Standort) |                           |
|      | Hier wohnte Ingeborg Rosenbaum (Jahrgang 1915) deportiert 1941 Riga ermordet 29.12.1944 Stutthof                  | Goethestraße 21 (Standort)       |                           |
|      | Hier wohnte Martha Rosenbaum (Jahrgang 1891) geb. Mendelssohn deportiert 1941 Riga ermordet                       | Goethestraße 21 (Standort)       |                           |
|      | Hier wohnte Nathan Rosenbaum (Jahrgang 1879) deportiert 1941 Riga ermordet                                        | Goethestraße 21 (Standort)       |                           |
|      | Hier wohnte Dagobert Spier (Jahrgang 1876) deportiert 1942 Theresienstadt 1944 ausgegrenzt ermordet               | Schulstraße 36 (Standort)        |                           |
|      | Hier wohnte Kurt Spier (Jahrgang 1914) deportiert 1942 Maly Trostinec ermordet 24.7.1942                          | Schulstraße 36 (Standort)        |                           |
|      | Hier wohnte Martha Spier (Jahrgang 1891) geb. Löwenthal deportiert 1942 Theresienstadt 1944 ausgegrenzt ermordet  | Schulstraße 36 (Standort)        |                           |
|      | Hier wohnte Rolf Spier (Jahrgang 1920) deportiert 1942 Maly Trostinec ermordet 24.7.1942                          | Schulstraße 36 (Standort)        |                           |